# Теруо Нимура
Теруо Нимура (на японски: 二村 昭雄) е японски футболист.

## Национален отбор
Записал е и 5 мача за националния отбор на Япония.
| Япония | Япония | Япония |
| Година | Мачове | Голове |
| ------ | ------ | ------ |
| 1970   | 5      | 0      |
| Общо   | 5      | 0      |